# Tsunade (Naruto)
Tsunade je jedna od fiktivnih likova u anime i manga seriji Naruto. 
Ime "Tsunade" znači "uže za sidro".

## Pozadina
Tsunade je bila prijašnji učenik Trećeg Hokagea. Ona i njezini prijašnji timski kolege, Jiraiya i Orochimaru, poznati su kao "legendarne tri ninje" (伝説の三忍, Densetsu no Sannin) ili ukratko "Sannini". Riječ "Hime" (姫, "Princeza") često se pridodaje njezinom imenu jer je unuka Prvog i polunećakinja Drugog Hokagea. Tsunade je poznata po svojim velikim grudima, iako ju je Jiraiya, tijekom njihova djetinjstva, nazivao "ravnoprsnom Tsunadom".
Jedna od Tsunadinih vrijednih imovina bila je ogrlica koja je pripadala njezinom djedu, a za koju je rečeno da vrijedi koliko i tri planine. Kada je njezin brat Nawaki navršio 12. godinu, Tsunade mu je predala ogrlicu kako bi mu ona pomogla u njegovoj želji da postane Hokage. Sljedeći je dan Nawaki poginuo kao jedna od mnogih žrtava tadašnjeg rata, a ogrlica je vraćena Tsunadi. Nakon nekog vremena, Tsunade se zaljubila u čovjeka zvanog Dan, koji je također želio postati Hokage. Kao znak ljubavi i podržavanja te ideje, Tsunade mu je isto predala ogrlicu. Sljedećeg je dana Dan umro krvavom smrću kao posljedica rata, pri čemu se ogrlica opet vratila Tsunadi.
Smrt Dana i Nawakija potpuno je promijenila Tsunadu; Danova smrt i njezin neuspjeli pokušaj njegova spašavanja dali su joj strah od krvi (hemofobiju), zbog čega bi se ukočila svaki put kad bi je vidjela. Ponavljanim povratcima ogrlice Tsunade i mnogi drugi počeli su vjerovati da je ukleta te da će svatk, kome će Tsunade dati ogrlicu, uskoro umrijeti. Istodobno, Tsunade je počela gubiti vjeru u titulu Hokagea, govoreći da bi samo budale htjele takvu poziciju. S tom promjenom u pogledu na svijet, Tsunade je napustila Konohu s Danovom nećakinjom, Shizune, kasnije je uzimajući za svoju naučnicu.
Jedna od Tsunadinih glavnih sposobnosti je njezina nadljudska snaga, koja potječe od njezine izvrsne chakra kontrole. Koncentrirajući chakru i otpuštajući je odjednom na kontakt, ona svoju snagu snagu može toliko povećati da s lakoćom uspijeva golim rukama probiti veliku stijenu. Također je veoma talentirani Medical-nin te može izliječiti rane od kojih bi drugi već odavno odustali. Kao rezultat njezine chakra kontrole i medicinskih vještina, Tsunade je stvorila Kreiranje Ponovnog rođenja, tehniku koja može regenerirati sve korisnikove rane otpuštajući chakrom punjeni pečat na čelu. Iako je to jedna veoma korisna tehnika, ona također skraćuje životni vijek korisnika, zbog čega se preporuča rabiti je u očajnim situacijama. 
Iako je u svojim pedesetima, Tsunade zbog svoje Tehnike transformiranja izgleda kao da joj je još uvijek 20 godina. Tsunadina transformacija je pomalo drugačija od obične jer je očito trajna, na raspušta se kada je udarena ili ozlijeđena te očito ne iziskuje napora ostati transformiran. Tsunade je također obvezni kockar koji ima žalosnu manu stlnog gubljenja. Kao rezultat svega toga, prozvana je "Legendarnim gubitnikom" (伝説のカモ, Densetsu no Kamo) zbog bogatsva kojeg su stekli oni koji su se s njom sukobili u igri. U rijetkim slučajevima kada Tsunade počinje pobjeđivati, ona vjeruje da je to loš znak te joj se obično kasnije i dogode loše stvari. Znak na njezinoj jakni, 賭 ("kake"), znači "kockati" ili "kladiti se", pošto je kockanje njezina najdražih razonoda.

## Događaji
Nakon neuspjele invazije Konohe i nemogućnosti korištenja svojih ruku, Orochimaru se, zajedno s Kabutom odlučuje krenuti u potragu za Tsunadom. Nakon uspjele potrage, Orochimaru je zamoli da mu izliječi ruke i otkriva uzrok njihove bolesti, zbog Tsunade odbija. Orochimaru joj, dodatno, obećaje oživjeti dvoje najvažnijih ljudi u njezinu životu, njezina brata Nawakija i i ljubavnika Dana. Tsunade nije sigurna, pa joj Orochimaru daje tjedan dana za razmišljanje, na što ona pristaje. 
Nedugo nakon toga, Tsunade sreće Jiraiyu i Naruta Uzumakija, koji su otišli u potragu za njom u namjeri da je zamole da postane Peti Hokage. Tsunade odbija i počinje ismijavati tu titulu, zbog čega je Naruto izazove, jer i sam želi postati Hokage. Tsunade prihvaća izazov i s lakoćom pobjeđuje, no uspijeva svjedočiti Narutovom pokušaju izviđenja Spiralne sfere. Tsunade, razočarana Jiraiyom jer povjerava tu tehniku nekom koji je ne može naučiti, odlučuje se okladiti s Narutom; ako do kraja tjedna uspije naučiti tehniku, dobit će ogrlicu Prvog Hokagea. Kako tjedan prolazi, Tsunade pažljivo proučava Narutov napredak te razmišlja o Orochimarovoj ponudi. Na kraju tjedna Naruto očito nije naučio tehniku te se Tsunade odlazi sresti s Orochimarom, prije drogiravši Jiraiyu kako se ne bi uplitao.
Na sastanku s Orochimarom Tsunade odlučuje izliječiti mu ruke, no traži od njega da ne napada više Konohu. Orochimaru na to pristaje, no prije upotrebe Tsunadinog jutsua prekida ih Kabuto Yakushi, koji je, pošto je i sam medc-nin, shvatio da ona želi ubiti, a ne izliječiti Orochimara. Tsunade priznaje da je već odavno shvatila kako Orochimaru neće ostaviti Konohu na miru te da će ona učiniti sve kako bi očuvala to selo i zaštitila snove svojih voljenih. 
Tsunade se odlučuje boriti s Orochimarom, no na njegovo mjesto uskače Kabuto. Shvativši da je nadjačan i nemoćan protiv nje, Kabuto se odlučuje okoristiti njezinim strahom od krvi. Prerezavši svoj zglob, Kabuto uspijeva utjecati na Tsunadu, koja se pri pogledu na krv ukočila. Nakon nekoliko Kabutovih udaraca, Naruto i Shizune stižu u pomoć Tsunadi. Iako su oboje s lakoćom poraženi, Naruto odlučuje ne odustati te pogađa Kabuta sa savršenim Rasenganom. Naruto zatim, nakon Kabutovog zadnjeg napada, skoro umre, no zahvaljujući Tsunadi ostane na životu. Tsunade onesviještenom Narutu predaje ogrlicu i još jednom moli da njezin nositelj jednom postane Hokage.
Brinući se kakva bi prijetnja Naruto jednog dana mogao postati, Orochimaru ga odlučuje ubiti, no Tsunade se postavlja kao ljudski štit i obećaje Orochimaru da će Naruto sigurno jednog dana postati Hokage. Zatim odlučuje prihvatiti titulu Petog Hokagea (五代目火影, Godaime Hokage) koja joj je bila ponuđena te nadići svoju strah od krvi kako bi mogla ubiti Orochimara. Udružujući snage s još uvijek drogiranim Jiraiyom, Tsunade napada Orochimara te eventualno izvodi odlučujući napad. Poražen, Orochimaru pobjegne obećavajući da će uništiti Konohu jednom kad izliječi svoje ruke. Nakon Narutova oporavka, grupa se vraća u Konohu sa Shizunom i Tsunadom spremnom da preuzme poziciju koju su Nawaki i Dan uvijek željeli te potajno se nadajući da će Naruto jednog dana postati Hokage.